# Canton d'Ussel
Le canton d'Ussel, circonscription électorale française située dans le département de la Corrèze, a existé de 1790 à 1985, puis de nouveau à partir de 2015.

## Historique
Le canton d'Ussel est l'un des cantons de la Corrèze créés en 1790, en même temps que les autres cantons français. Il a d'abord été rattaché au district d'Ussel avant de faire partie de l'arrondissement d'Ussel jusqu'en 1926, puis de l'arrondissement de Tulle jusqu'en 1943, puis à nouveau de l'arrondissement d'Ussel.
En 1985, il est scindé en deux : Ussel-Est et Ussel-Ouest.
Un nouveau découpage territorial de la Corrèze entre en vigueur en mars 2015, défini par le décret du 24 février 2014, en application des lois du 17 mai 2013 (loi organique 2013-402 et loi 2013-403). Les conseillers départementaux sont, à compter de ces élections, élus au scrutin majoritaire binominal mixte. Les électeurs de chaque canton élisent au Conseil départemental, nouvelle appellation du Conseil général, deux membres de sexe différent, qui se présentent en binôme de candidats. Les conseillers départementaux sont élus pour 6 ans au scrutin binominal majoritaire à deux tours, l'accès au second tour nécessitant 12,5 % des inscrits au 1er tour. En outre la totalité des conseillers départementaux est renouvelée. Ce nouveau mode de scrutin nécessite un redécoupage des cantons dont le nombre est divisé par deux avec arrondi à l'unité impaire supérieure si ce nombre n'est pas entier impair, assorti de conditions de seuils minimaux. Dans la Corrèze, le nombre de cantons passe ainsi de 37 à 19. Le nouveau canton d'Ussel est formé de communes des anciens cantons d'Eygurande et d'Ussel-Ouest, ainsi que de la fraction communale d'Ussel du canton d'Ussel-Est.

## Géographie
Ce canton est organisé autour d'Ussel dans l'arrondissement d'Ussel.
Jusqu'en 1985, son altitude variait de 545 m (Mestes) à 814 m (Chaveroche). À partir de 2015, son altitude varie de 588 m (Ussel) à 916 m (Lamazière-Haute).

## Représentation

### Conseillers généraux 1833-1985
(de 1801 à 1833, les conseillers généraux n'étaient pas rattachés à un canton).
| Période | Période      | Identité                                   | Étiquette                | Qualité |
| ------- | ------------ | ------------------------------------------ | ------------------------ | --- |
| 1833    | 1842         | J.L.M. Montlouis                           |                          | Négociant à Paris |
| 1842    | 1852         | Léonard Redon                              |                          | Avocat, maire d'Ussel Président du Conseil général (1849-1850)                                                                        |
| 1852    | 1871         | Charles Eugène Lébraly                     |                          | Avocat, juge d'instruction au Tribunal civil, ancien Sous-Préfet Président du Conseil général (1870-1871) Propriétaire à Saint-Dézery |
| 1871    | 1888 (décès) | Gabriel Lébraly                            | Légitimiste Centre droit | Avocat Député (1871-1876) |
| 1888    | 1889         | Joseph Frédéric Fernand de Selve de Sarran |                          | Banquier - Maire de Saint-Exupéry-les-Roches                                                                                          |
| 1889    | 1907         | Étienne Brindel                            | Républicain              | Avocat, maire d'Ussel (1892-1903) |
| 1907    | 1919         | Alphonse Chabrat                           | Rad.                     | Avocat, juge suppléant, Ussel |
| 1919    | 1937         | Léon Goudounèche                           | Rad.                     | Médecin à Ussel, conseiller d'arrondissement                                                                                          |
| 1937    | 1940         | François Var                               | SFIO                     | Avocat - Maire d'Ussel (1934-1965), conseiller d'arrondissement                                                                       |
|         |              |                                            |                          | |
| 1945    | 1967         | François Var                               | SFIO                     | Avocat - Maire d'Ussel Député (1958-1967)                                                                                             |
| 1967    | 1985         | Henri Belcour                              | UDR puis RPR             | Médecin Suppléant du député Jacques Chirac, puis Député (1967-1976) - Sénateur (1980-1998) Maire d'Ussel (1965-2001)                  |

### Conseillers d'arrondissement (de 1833 à 1940)
Le canton d'Ussel avait deux conseillers d'arrondissement.
| Période                                  | Période | Identité                            | Étiquette              | Qualité |
| ---------------------------------------- | ------- | ----------------------------------- | ---------------------- | --- |
| 15 janvier 1831                          | 1833    | Jacques Joseph Brindel              |                        | Conseiller municipal d'Ussel (1831) Conseiller général du canton de Meymac (1833-1848) Conseiller désigné   |
|                                          |         |                                     |                        | |
| 1833                                     | 1848    | Martial Badour (1770-1867)          |                        | Avocat, Premier adjoint au maire, puis maire d'Ussel Président du Conseil d'arrondissement                  |
| 1833                                     | 1836    | Jean Jacques Désortiaux             |                        | Médecin, propriétaire à Ussel                                                                               |
| 1836                                     | 1848    | Pierre de Bonnot de Bay (1796-1860) |                        | Juge au Tribunal civil d'Ussel                                                                              |
|                                          |         |                                     |                        | |
| 1880                                     |         | Jean-Baptiste Puivarge              | Républicain            | Avoué, maire d'Ussel, suppléant du juge de paix                                                             |
|                                          |         |                                     |                        | |
| 1898                                     | 1919    | Léon Goudounèche (1856-1941)        | Progressiste puis Rad. | Médecin à Ussel                                                                                             |
| 1922                                     | 1934    | François Var                        | Rad. puis SFIO         | Avocat - Maire d'Ussel (1934-1965)                                                                          |
| 1922                                     |         | M. Moulinoux                        | Rad.                   | |
| 1934                                     | 1940    | Jules Rebeix                        | SFIO                   | |
| 1934                                     | 1940    | Joseph Limoujoux                    | Anticommuniste         | Industriel à Ussel                                                                                          |
| 1940                                     |         |                                     |                        | Les conseils d'arrondissement ont été suspendus par la loi du 12 octobre 1940 et n'ont jamais été réactivés |
| Les données manquantes sont à compléter. |         |                                     |                        | |

### Conseillers départementaux après 2015
| Période élective | Période élective | Mandat | Mandat   | Identité                 | Nuance | Nuance | Qualité |
| ---------------- | ---------------- | ------ | -------- | ------------------------ | ------ | ------ | --- |
| 2015             | 2021             | 2015   | 2021     | Christophe Arfeuillère   |        | LR     | Directeur de concession Maire d'Ussel Conseiller général (2011-2015) Premier Vice-président du Conseil départemental (2015-2021) |
| 2015             | 2021             | 2015   | 2021     | Marilou Padilla-Ratelade |        | LR     | Maire-adjointe d'Ussel |
| 2021             | 2028             | 2021   | en cours | Christophe Arfeuillère   |        | LR     | Conseiller sortant, 1er Vice-Président délégué au Développement territorial, proximité et évaluation des politiques publiques    |
| 2021             | 2028             | 2021   | en cours | Marilou Padilla-Ratelade |        | LR     | Conseillère sortante |

### Résultats détaillés

#### Élections de mars 2015
Lors des élections départementales de 2015, le binôme composé de Christophe Arfeuillère et Marilou Padilla-Ratelade (UMP), est élu au premier tour avec 50,45 % des voix. Le taux de participation est de 57,66 % (5 011 votants sur 8 691 inscrits) contre 59,60 % au niveau départemental et 50,17 % au niveau national.

#### Élections de juin 2021
Le premier tour des élections départementales de 2021 est marqué par un très faible taux de participation (33,26 % au niveau national). Dans le canton d'Ussel, ce taux de participation est de 41,81 % (3 459 votants sur 8 273 inscrits) contre 42,13 % au niveau départemental. À l'issue de ce premier tour, deux binômes sont en ballottage : Christophe Arfeuillere et Marilou Padilla-Ratelade (DVD, 57,4 %) et Thierry Gibouret et Isabelle Rebuzzi (DVG, 31,33 %).
Le second tour des élections est marqué une nouvelle fois par une abstention massive équivalente au premier tour. Les taux de participation sont de 34,3 % au niveau national, 43,69 % dans le département et 42,74 % dans le canton d'Ussel. Christophe Arfeuillere et Marilou Padilla-Ratelade (DVD) sont élus avec 64,29 % des suffrages exprimés (2 144 voix pour 3 536 votants et 8 274 inscrits),,. 

## Composition

### Composition jusqu'en 1985
Le canton d'Ussel groupait les communes suivantes :
- Chaveroche[C 2]
- Lignareix de 1801 à 1985[C 3]
- Mestes de 1801 à 1985[C 4]
- Saint-Angel de 1801 à 1985[C 5]
- Saint Bonnet le Port Dieu de 1790 à 1801[C 6]
- Saint-Dézery jusqu'en 1972[C 7]
- Saint-Étienne-aux-Clos[C 8]
- Saint-Exupéry-les-Roches[C 9]
- Saint-Fréjoux[C 10]
- Saint-Fréjoux-le-Mineur de 1801 à 1806 (?)[C 11]
- Saint-Pardoux-le-Vieux[C 12]
- Thalamy de 1790 à 1801[C 13]
- La Tourette jusqu'en 1976[C 14]
- Ussel[C 1]
- Valiergues de 1801 à 1985[C 15]
- Ventejol jusqu'en 1842[C 16]
- Veyrières de 1790 à 1801[C 17]

### Composition à partir de 2015
Le nouveau canton d'Ussel comprend onze communes entières.
| Nom                           | Code Insee | Intercommunalité            | Superficie (km2) | Population (dernière pop. légale) | Densité (hab./km2) | Modifier                                    |
| ----------------------------- | ---------- | --------------------------- | ---------------- | --------------------------------- | ------------------ | ------------------------------------------- |
| Ussel (bureau centralisateur) | 19275      | CC Haute-Corrèze Communauté | 50,37            | 9 174 (2022)                      | 182                | modifier les données · modifier les données |
| Aix                           | 19002      | CC Haute-Corrèze Communauté | 48,02            | 367 (2022)                        | 7,6                | modifier les données · modifier les données |
| Couffy-sur-Sarsonne           | 19064      | CC Haute-Corrèze Communauté | 14,05            | 71 (2022)                         | 5,1                | modifier les données · modifier les données |
| Courteix                      | 19065      | CC Haute-Corrèze Communauté | 10,09            | 64 (2022)                         | 6,3                | modifier les données · modifier les données |
| Eygurande                     | 19080      | CC Haute-Corrèze Communauté | 34,37            | 684 (2022)                        | 20                 | modifier les données · modifier les données |
| Feyt                          | 19083      | CC Haute-Corrèze Communauté | 19,56            | 112 (2022)                        | 5,7                | modifier les données · modifier les données |
| Lamazière-Haute               | 19103      | CC Haute-Corrèze Communauté | 15,31            | 66 (2022)                         | 4,3                | modifier les données · modifier les données |
| Laroche-près-Feyt             | 19108      | CC Haute-Corrèze Communauté | 17,24            | 79 (2022)                         | 4,6                | modifier les données · modifier les données |
| Merlines                      | 19134      | CC Haute-Corrèze Communauté | 14,07            | 726 (2022)                        | 52                 | modifier les données · modifier les données |
| Monestier-Merlines            | 19141      | CC Haute-Corrèze Communauté | 9,48             | 292 (2022)                        | 31                 | modifier les données · modifier les données |
| Saint-Pardoux-le-Neuf         | 19232      | CC Haute-Corrèze Communauté | 10,54            | 81 (2022)                         | 7,7                | modifier les données · modifier les données |
| Canton d'Ussel                | 1917       |                             | 243,10           | 11 716 (2022)                     | 48                 | modifier les données                        |

## Démographie
En 2022, le canton comptait 11 716 habitants, en évolution de −5,34 % par rapport à 2016 (Corrèze : −0,59 %, France hors Mayotte : +2,11 %).
| 2013   | 2018   | 2022   |
| ------ | ------ | ------ |
| 12 353 | 12 113 | 11 716 |

## Historique des élections

### Élection de 2015
| Candidats                | Partis      | Partis      | Premier tour | Premier tour |
| Candidats                | Partis      | Partis      | Voix         | %            |
| ------------------------ | ----------- | ----------- | ------------ | ------------ |
| Christophe Arfeuillère*  |             | UMP         | 2 362        | 50,45        |
| Marilou Padilla-Ratelade |             | UMP         | 2 362        | 50,45        |
| Yoan Cronnier            |             | PS          | 1 008        | 21,53        |
| Marie-Hélène Pommier     |             | PS          | 1 008        | 21,53        |
| Jérôme Bournazel         |             | FN          | 830          | 17,73        |
| Sandra Miuzzo            |             | FN          | 830          | 17,73        |
| Gilles Chazal            |             | PCF         | 482          | 10,29        |
| Patricia Tillet          |             | DVG         | 482          | 10,29        |
|                          |             |             |              |              |
| Inscrits                 | Inscrits    | Inscrits    | 8 690        | 100,00       |
| Abstentions              | Abstentions | Abstentions | 3 679        | 42,34        |
| Votants                  | Votants     | Votants     | 5 011        | 57,66        |
| Blancs                   | Blancs      | Blancs      | 175          | 3,49         |
| Nuls                     | Nuls        | Nuls        | 154          | 3,07         |
| Exprimés                 | Exprimés    | Exprimés    | 4 682        | 93,43        |
| * conseiller sortant     |             |             |              |              |